# Почепці
Поче́пці — село в Україні, у Новослобідській сільській громаді Конотопського району Сумської області. Населення становить 35 осіб. До 2020 орган місцевого самоврядування — Мазівська сільська рада.

## Географія
Село Почепці знаходиться на березі річки Вільшанка, вище за течією на відстані 1 км розташоване селище Новослобідське, нижче за течією на відстані 1 км розташоване село Оріхівка. Поруч проходить автомобільна дорога Т 1908.

## Історія
12 червня 2020 року, відповідно до розпорядження Кабінету Міністрів України № 723-р «Про визначення адміністративних центрів та затвердження територій територіальних громад Сумської області», село увійшло до складу Новослобідської сільської громади.
19 липня 2020 року, в результаті адміністративно-територіальної реформи та ліквідації Путивльського району, увійшло до складу новоутвореного Конотопського району.

## Відомі люди
В поселенні народився:
- Горбовцев Михайло Максимович (1895—1978) — радянський дитячий письменник.